# Campoplex coracinus
Campoplex coracinus là một loài tò vò trong họ Ichneumonidae.